# Olympische Sommerspiele 1996/Teilnehmer (Vanuatu)
| Gelbes Symbol für Goldmedaillen mit stilisierten Olympischen Ringen | Graues Symbol für Silbermedaillen mit stilisierten Olympischen Ringen | Braundes Symbol für Bronzemedaillen mit stilisierten Olympischen Ringen |
| ------------------------------------------------------------------- | --------------------------------------------------------------------- | ----------------------------------------------------------------------- |
| —                                                                   | —                                                                     | —                                                                       |

Vanuatu nahm bei den Olympischen Sommerspielen 1996 in Atlanta zum 3. Mal an Olympischen Sommerspielen teil. Es traten vier Athleten (Drei Männer und eine Frau) in vier Wettkämpfen in einer Sportart teil.

## Leichtathletik
Männer
- Laurence Jack
200 m: im Vorlauf ausgeschieden

- Tavakalo Kailes
800 m: im Vorlauf ausgeschieden

- Tawai Keiruan
1500 m: im Vorlauf ausgeschieden

Frauen
- Mary-Estelle Kapalu
400 m: m Vorlauf ausgeschieden